# Łysinka (narzędzia)

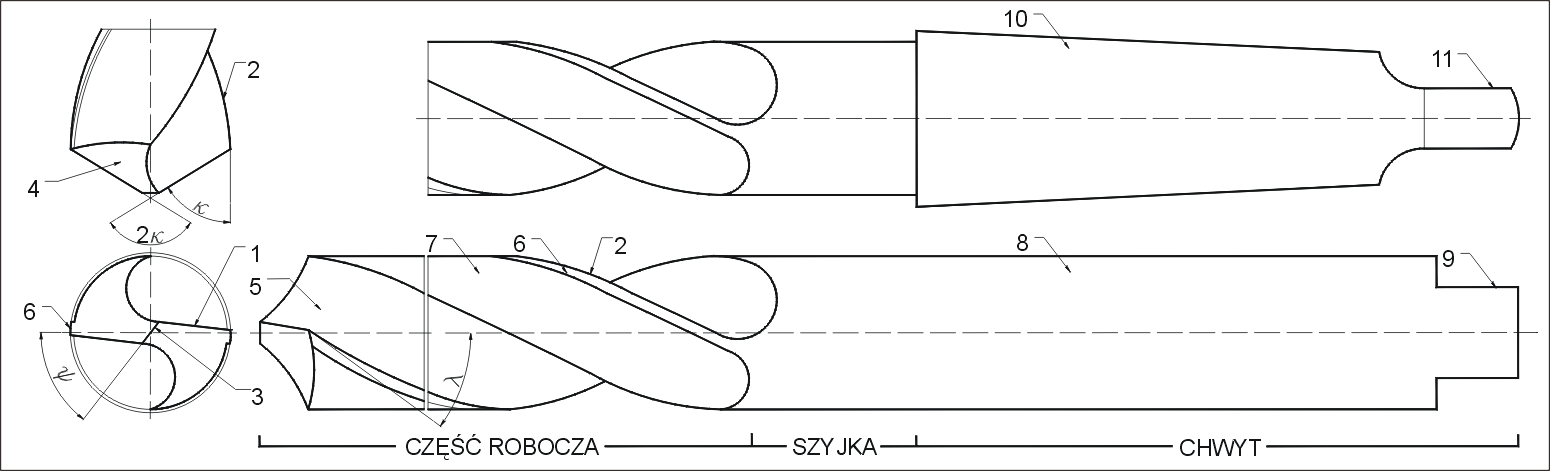
Rysunek wiertła krętego: 2 – pomocnicza krawędź skrawająca, 6 – łysinka

Łysinka, łysinka prowadząca – pomocnicza powierzchnia przyłożenia narzędzia skrawającego, np. wiertła. W tradycyjnym wiertle i frezie palcowym łysinka jest wąskim paskiem na powierzchni bocznej (walcowej) wiertła w bezpośrednim sąsiedztwie pomocniczej krawędzi skrawającej. Przeciwległe łysinki nadają wiertłu średnicę, produkuje się wiertła zbieżne w kierunku chwytu w celu zmniejszenia tarcia między łysinką a wierconym otworem. 
Łysinka stabilizuje wiertło w otworze.
Wiertła do precyzyjnego wiercenia mają szlifowaną i utwardzaną łysinkę. Są produkowane wiertła o dwóch a nawet trzech łysinkach na każdym zwoju. W wiertłach krętych do drewna, cała powierzchnia boczna może być łysinką.